# Menander felsina
Menander felsina is een vlindersoort uit de familie van de prachtvlinders (Riodinidae), onderfamilie Riodininae.
Menander felsina werd in 1863 beschreven door Hewitson.